# Duarte de Bragança, Marquês de Frechilla
Duarte de Bragança, (em castelhano:  Eduardo de Braganza ou Duarte de Portugal; 12 de setembro de 1569 - 28 de maio de 1627) foi um nobre português pertencendo à Casa de Bragança. Era filho do 6.º Duque de Bragança D. João I e da infanta D. Catarina.
Filipe I de Portugal (II de Espanha) outorgou-lhe o título espanhol de Marquês de Frechilla e Senhor de Villarramiel.

## Biografia
Duarte de Bragança pertencia à Casa de Bragança que em finais do século XVI era a mais poderosa casa senhorial de Portugal.
A sua mãe, a infanta Catarina de Portugal, era filha do infante D. D. Duarte, Duque de Guimarães, o mais novo dos filhos do rei D. Manuel I. O seu pai era o sexto duque de Bragança, D. João I.
Assim, D. Duarte e o seu irmão mais velho, D. Teodósio, eram primos em 2º grau do rei Filipe II / I, monarca que haveria de lhe outorgar o título.
Durante o seu primeiro casamento viveu alternadamente em Oropesa e Vila Viçosa; entre a sua primeira viuvez e cerca de de 1620, viveu em Vila Viçosa e Évora; a partir de 1620,viveu em Madrid.

## Concessão do Marquesado
Ao tornar-se rei de Portugal como Filipe I, o novo monarca prometeu aos seus primos, os Duques de Bragança, que faria mercê ao seu segundo varão dum senhorio em Castela que contasse com mil vizinhos e um título de Marquês. As negociações para a formalização desta mercê prolongaram-se durante vários anos, pois se por um lado era complexo valorizar um património, por outro havia em Castela certa desconfiança em relação à Casa de Bragança, pelo que se procurou um lugar sem importância, em terra plana e não próximo de Portugal.
Propuseram-se várias localidades e, finalmente, as escolhidas foram Frechilla e Villarramiel de Campos, ambas na Província de Palência, de forma que finalmente o Rei Filipe, pela Real Cédula emitida em Valladolid em 6 de julho de 1592 outorgou o título de Marquês de Frechilla e Filipe II/III elevou à Grandeza, sem que a honra fosse anexada ao título. Foi ainda Senhor de Vila Ramiel (ou Vilarramiel de Campos), Comendador de Castelnovo, Alferes-Mor da Ordem de Alcântara, Gentil-homem da Câmara de Filipe II/III e de Filipe III/IV..
Contudo, em 1595, D. Duarte autodenominava-se Marquês de Frechilla e Villarramiel, e é com este designação que o título se mantém na atualidade.
Foi protetor de vários poetas portugueses, que lhe dedicaram algumas das suas obras. Entre eles destaca-se Francisco Rodrigues Lobo, que em 1618 lhe dedicou Corte na Aldeia.

## Casamentos e descendência
Duarte casou duas vezes:
- primeiro, em Oropesa, a 25 de fevereiro de 1596, com Beatriz Álvarez de Toledo (?-1601), marquesa de Jarandilla e filha herdeira do 5.º Conde de Oropesa, Juan Álvarez de Toledo y Monroy, de quem teve três filhos[6]:
  - Fernando Álvarez de Toledo y Portugal (1597-1621), que veio a ser 2.º marquês Frechilla y Villarramiel (herdado do pai) e 6.º Conde de Oropesa (por herança do avô materno), casado com Mencía Pimentel de Zúñiga, filha Juan Alonso Pimentel de Herrera, VIII conde e V duque de Benavente, VIII conde de Maiorca e III conde de Villalón. Com descendência.
  - Juan Álvarez de Toledo (?-1621)
  - Francisco Álvarez de Toledo
- após a morte da esposa, voltou a casar, em 1607, com Guiomar Pardo Tavera y de la Cerda (m.1620), Marquesa de Malagón, sem descendência.